# Прощання з повстанцем і Привітання з повстанцем
«Прощання з повстанцем» і «Привітання з повстанцем» (пол. Pożegnanie i Powitanie powstańca) — диптих польського художника Артура Ґроттґера на тему Січневого повстання, написаний між 1865 і 1866 роками. Картини зберігаються в колекції Національного музею в Кракові.
Картини «Прощання з повстанцем» і «Привітання повстанця» належать до течії національної школи історичного живопису, видатними представниками якої були Ян Матейко та Юзеф Хелмонський. Тут очевидний метод зображення історичних подій крізь призму сцен, взятих з життя, прийнятий Ґроттґером. Як і в серії малюнків «Польща» або «Литва», Ґроттґер тут звертається до теми Січневого повстання.

## Обставини створення
Ґроттґер створив диптих у 1866 році під час перебування в сучасному українському селі Снятинці, яке на той час належало Станіславу Тарновському.

## Прощання з повстанцем
На першій картині ми бачимо сцену, в якій дружина ніжно прощається з повстанцем, що вирушає на боротьбу за свободу Польщі, прикріплюючи національний лук до його корнета. З чоловіком шляхетного походження прощається польська жінка, одягнена в жалобне чорне, готова відмовитися від особистого щастя заради своєї батьківщини. Обидві постаті дивляться одна на одну. На задньому плані видніється загін Кракуса. Сцена відбувається на порозі шляхетського маєтку, що символізує приватну батьківщину — міфічне місце.

## Привітання з повстанцем
На другій картині зображена темна постать повстанця, який крадькома повертається додому, вітаючи свою дружину. Жінка одягнена в білу сукню, що контрастує з вбранням чоловіка. Цього разу фігури не дивляться одне одному в очі. Голова жінки повернута в інший бік. Тут радість повернення затьмарена гіркотою програного повстання. На задньому плані знову з'являється суд. Однак цього разу на горизонті намальовані чорні, зловісні хмари, що посилюють драматизм сцени.

## Диптих у культурі
16 січня 2013 року Національний банк Польщі випустив пам'ятну монету номіналом 2 злотих до 150-ї річниці Січневого повстання накладом 800 000 штук. Дизайн, розроблений Евою Тиц-Карпінською та Русанкою Новаковською, містить фрагмент картини Артура Ґроттґера з диптиха «Прощання з повстанцем» і виготовлений зі сплаву північного золота.